# Enthacanthodes ecuadoricus
Enthacanthodes ecuadoricus är en insektsart som först beskrevs av Max Beier 1954.  Enthacanthodes ecuadoricus ingår i släktet Enthacanthodes och familjen vårtbitare. Inga underarter finns listade i Catalogue of Life.